# Wortfix
Wortfix ist ein einfaches Kinder- und Jugendspiel von Edith Lemmel, bei dem die Spieler anhand von zufällig gezogenen Buchstaben zusammengesetzte Wörter bilden müssen. Das Spiel wurde seit 1976 von Ravensburger in mehreren Auflagen produziert und vermarktet.

## Spielprinzip
Das Spielmaterial für Wortfix besteht aus jeweils 25 roten und blauen runden Plättchen, die jeweils einen Buchstaben zeigen. Hinzu kommen insgesamt 30 blaue und gelbe Wertungschips, um den Punktestand zu dokumentieren.

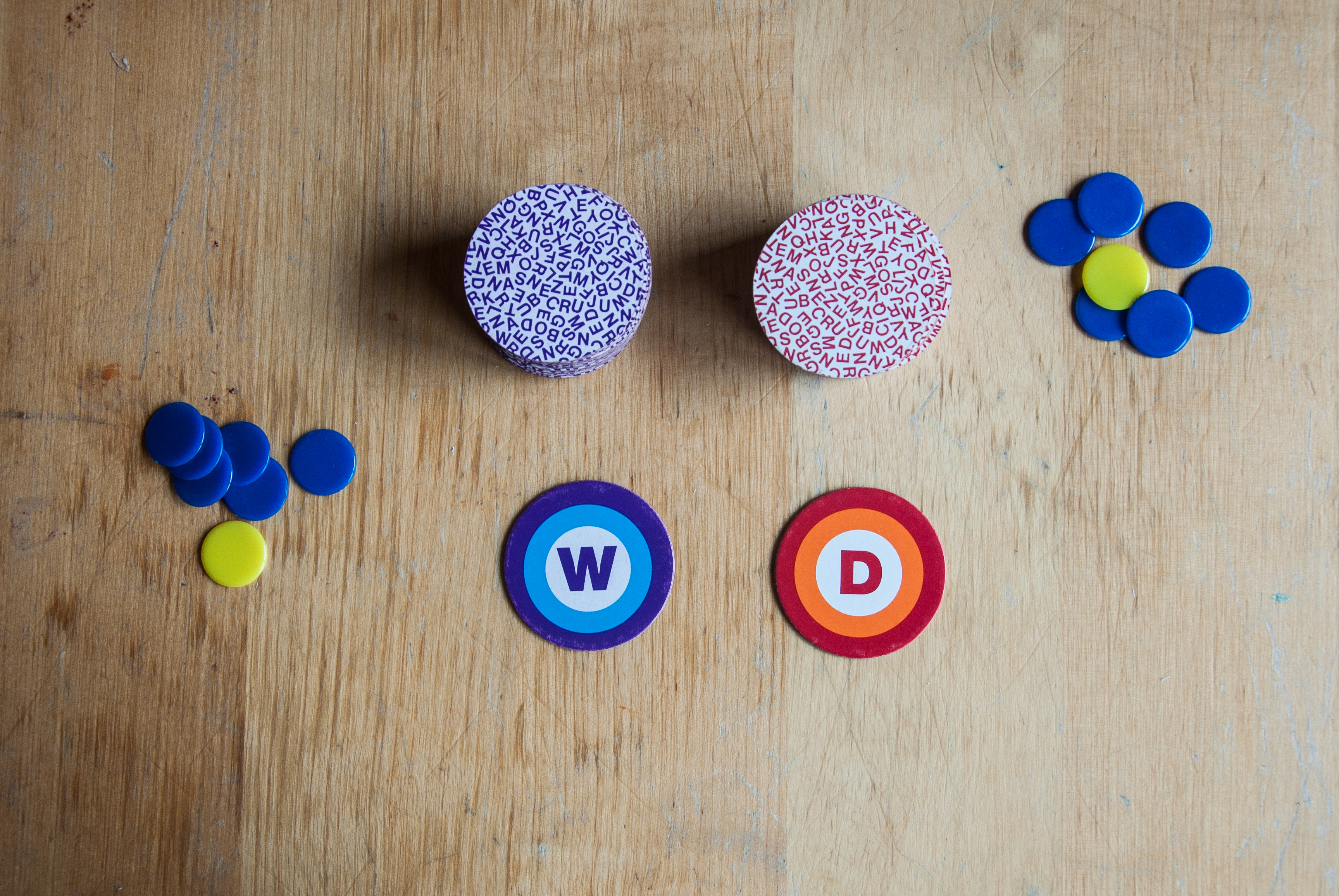
Ausgelegt wird immer ein rotes und ein blaues Plättchen mit einem Buchstaben. Anhand der Buchstaben müssen zusammengesetzte Wörter gebildet werden; im Beispiel liegen „W“ und „D“ aus, ein mögliches zusammengesetztes Wort wäre „Wasserdampf“.

Das Spielprinzip ist einfach gehalten. Die Karten werden gemischt und verdeckt ausgelegt. In jeder Spielrunde wird jeweils eine blaue und eine rote Karte aufgedeckt und die Mitspieler müssen anhand der beiden offenliegenden Buchstaben zusammengesetzte Wörter, also aus zwei Einzelwörtern zusammengesetzte Wörter, bilden. Das erste Wort muss mit dem roten Buchstaben beginnen, das zweite mit dem blauen. Der Spieler, der zuerst ein gültiges Wort nennt, bekommt einen blauen Chip und die Plättchen werden wieder in den Vorrat zurückgelegt.
Blaue Chips zählen einen Punkt, gelbe Chips können für fünf Punkte eingetauscht werden. Gespielt wird, bis keine Wertungschips mehr zur Verfügung stehen. Gewinner ist der Spieler, der am Ende die meisten Punkte hat.
Für ältere Spieler wird empfohlen, die Begriffe auf bestimmte Fachbereiche einzuschränken, um das Spiel anspruchsvoller zu machen.

## Hintergrund und Ausgaben

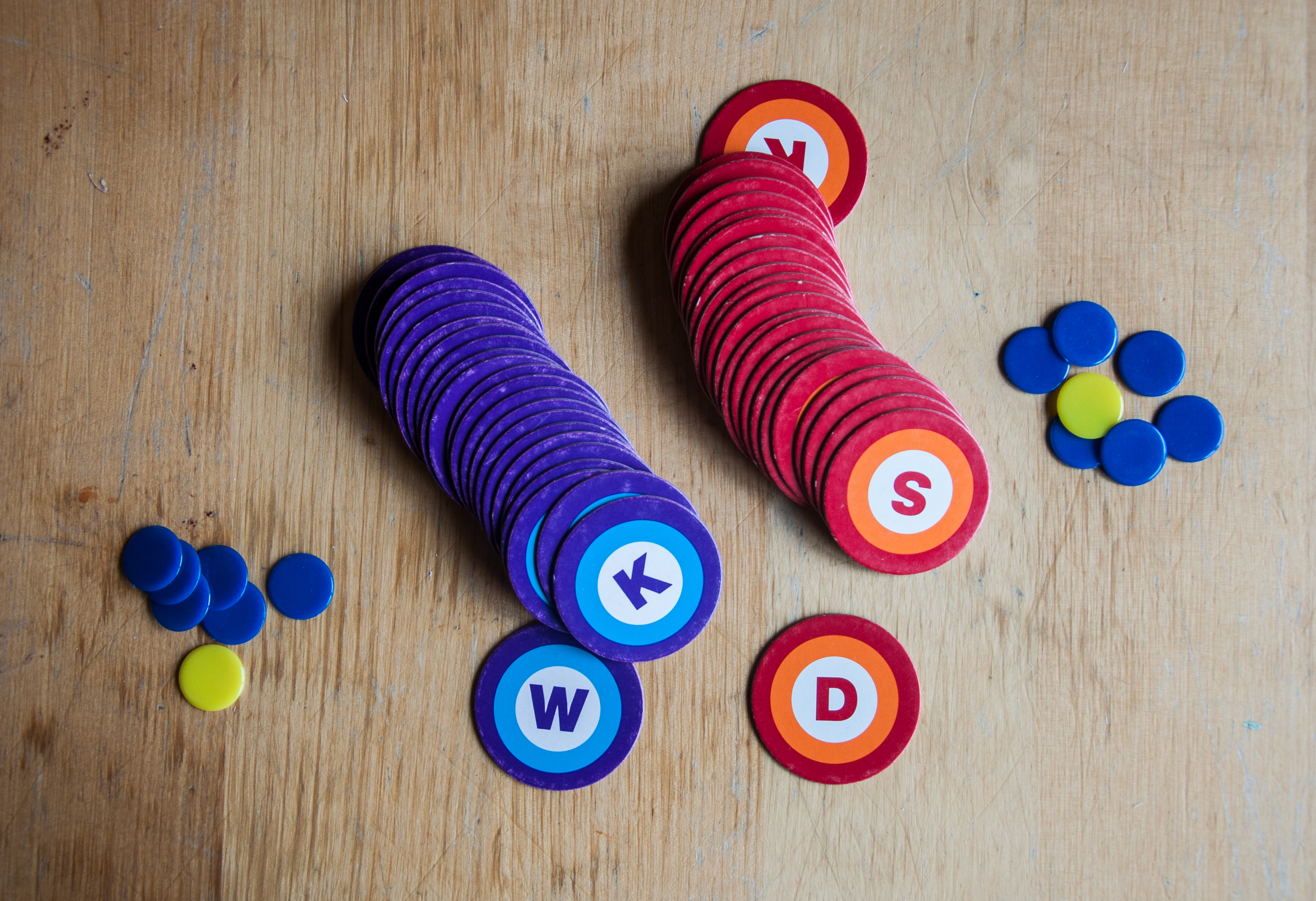
Spielmaterial der Version von 1976

Das Spiel wurde von Edith Lemmel entwickelt und 1976 zum ersten Mal beim Ravensburger Spieleverlag in der Serie Mitbring-Spiele veröffentlicht. 1996 und 2001 wurden jeweils neue Auflagen mit leicht verändertem Design herausgebracht. Eine niederländische Version des Spiels wurde 1999 unter dem Namen Word Speel produziert.
Nach den Angaben des Verlags ist das Spiel für zwei bis acht Spieler im Alter von sieben bis 99 Jahren geeignet.

## Belege
1. 1 2 3 4 5  Spieleanleitung bei Ravensburger Spiele
2. ↑  Versionen bei BoardGameGeek